# Національний парк долини Кідепо
Національний парк долини Кідепо знаходиться на півночі Уганди на кордоні з Південним Суданом і охоплює площу у 1,442 км²  у регіоні Карамоджа. Кідепо — це посушлива савана, над якою височіє Гора Морунгол (2,750 м). Національний парк утворює спільну екосистему із заповідником Кідепо в Південному Судані.
Перші спроби охорони долини Кідепо датуються 1958 роком, коли британський колоніальний уряд оголосив долину заповідником.
У 1962 році новий незалежний уряд Уганди під керівництвом Мілтона Оботе перетворив заповідник на Національний парк долини Кідепо. 

## Дика природа

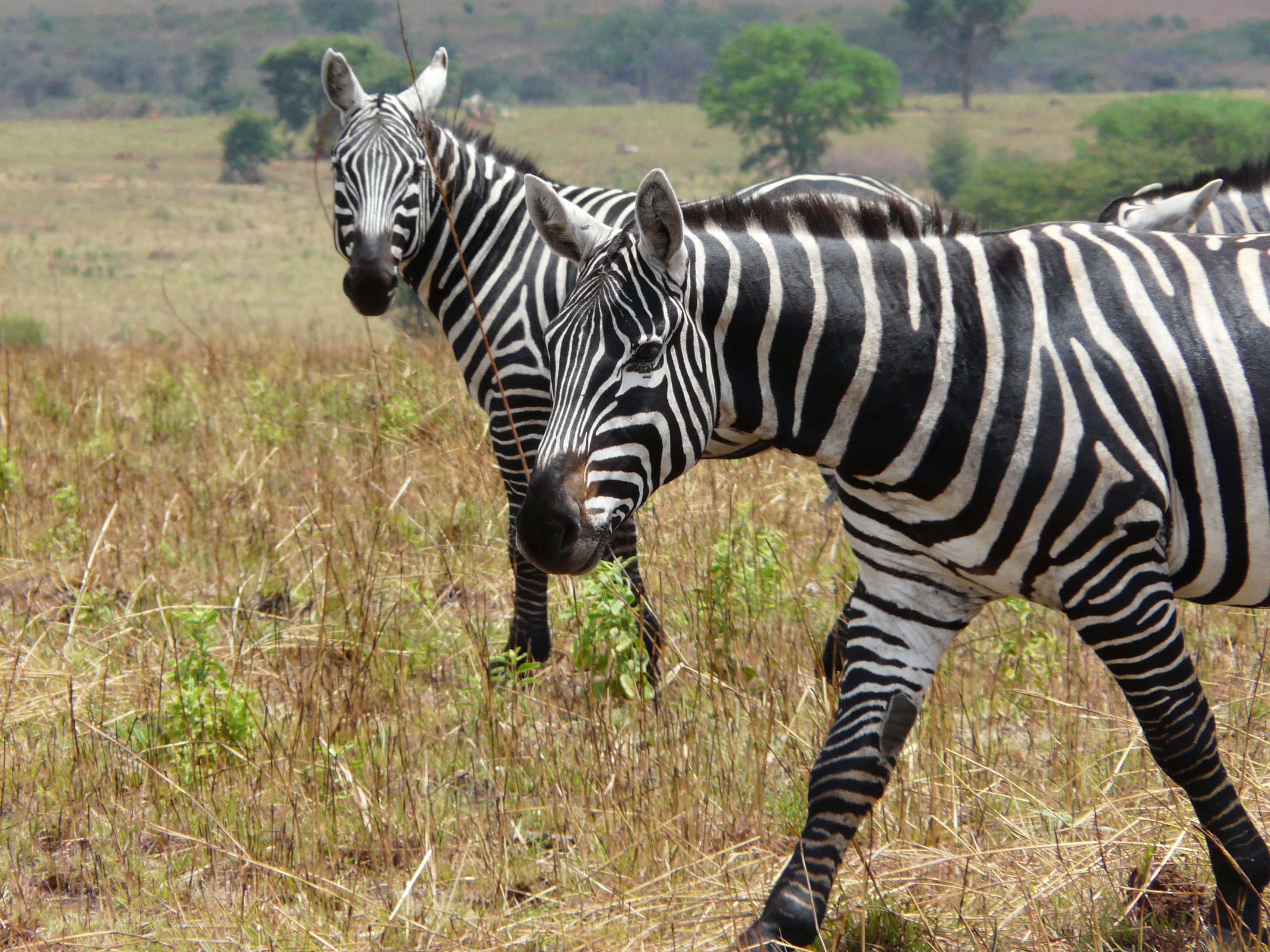
Безгриві зебри, форма рівнинної зебри

В екосистемі парку поширені червоні тернові акації, пустельні фініки, ковбасні дерева та віялові пальми. Також присутній молочай канделябровий. Річка Кідепо є оазою у напівпустелі, де проживає понад 86 видів ссавців, включаючи плямисту гієну, лева, гепарда, африканського леопарда, африканського дикого собаку, африканського слона, жирафу, зебру, африканського буйвола, вухату лисицю. У парку також нараховується майже 500 видів птахів.

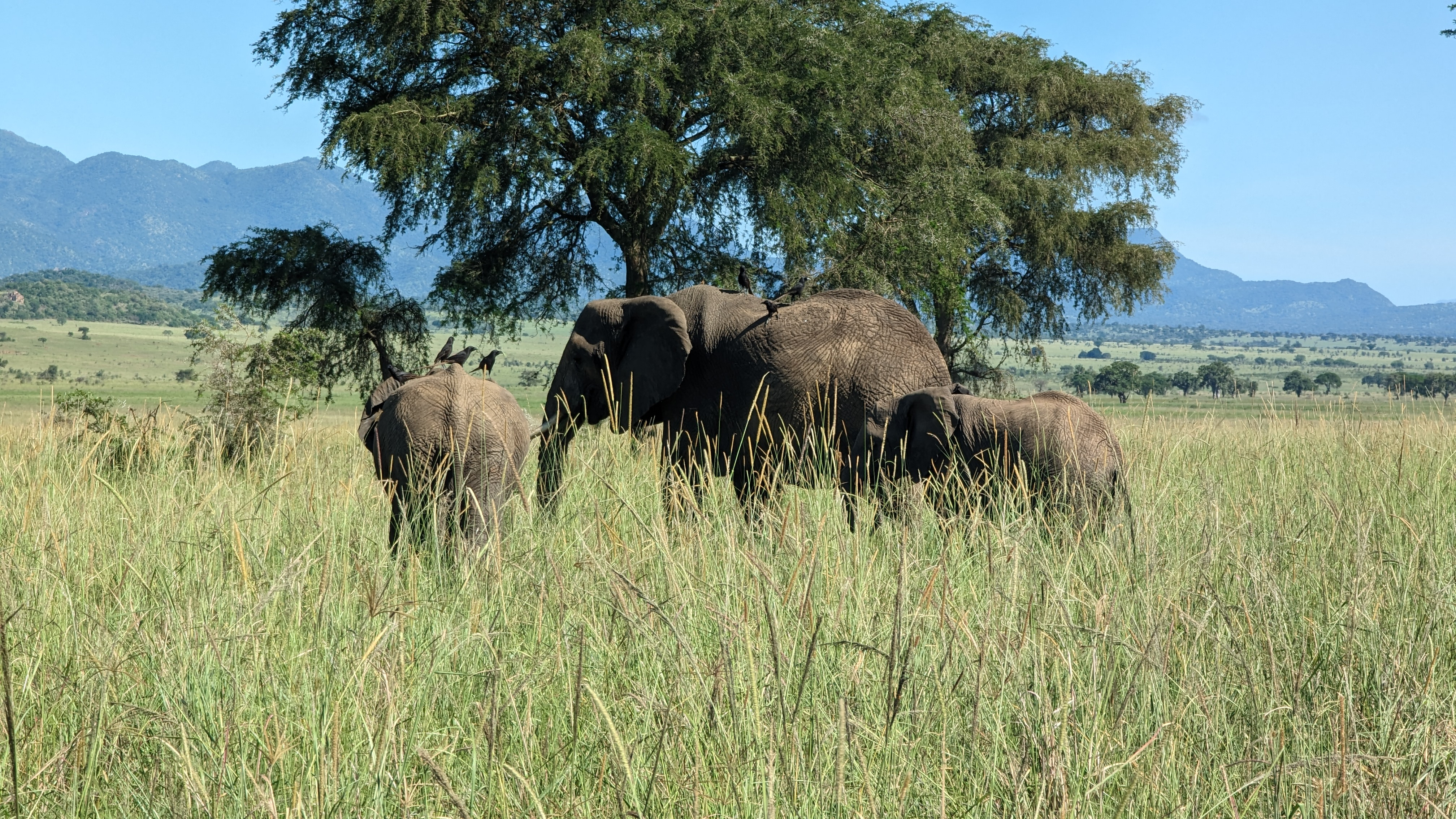
Слони в національному парку долини Кідепо в Уганді

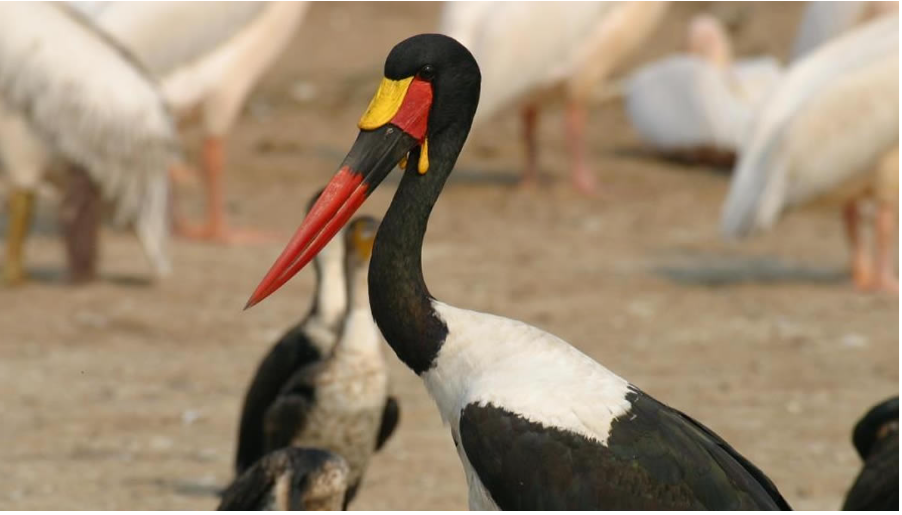
Марабу в національному парку Кідепо

### Охоронна діяльність

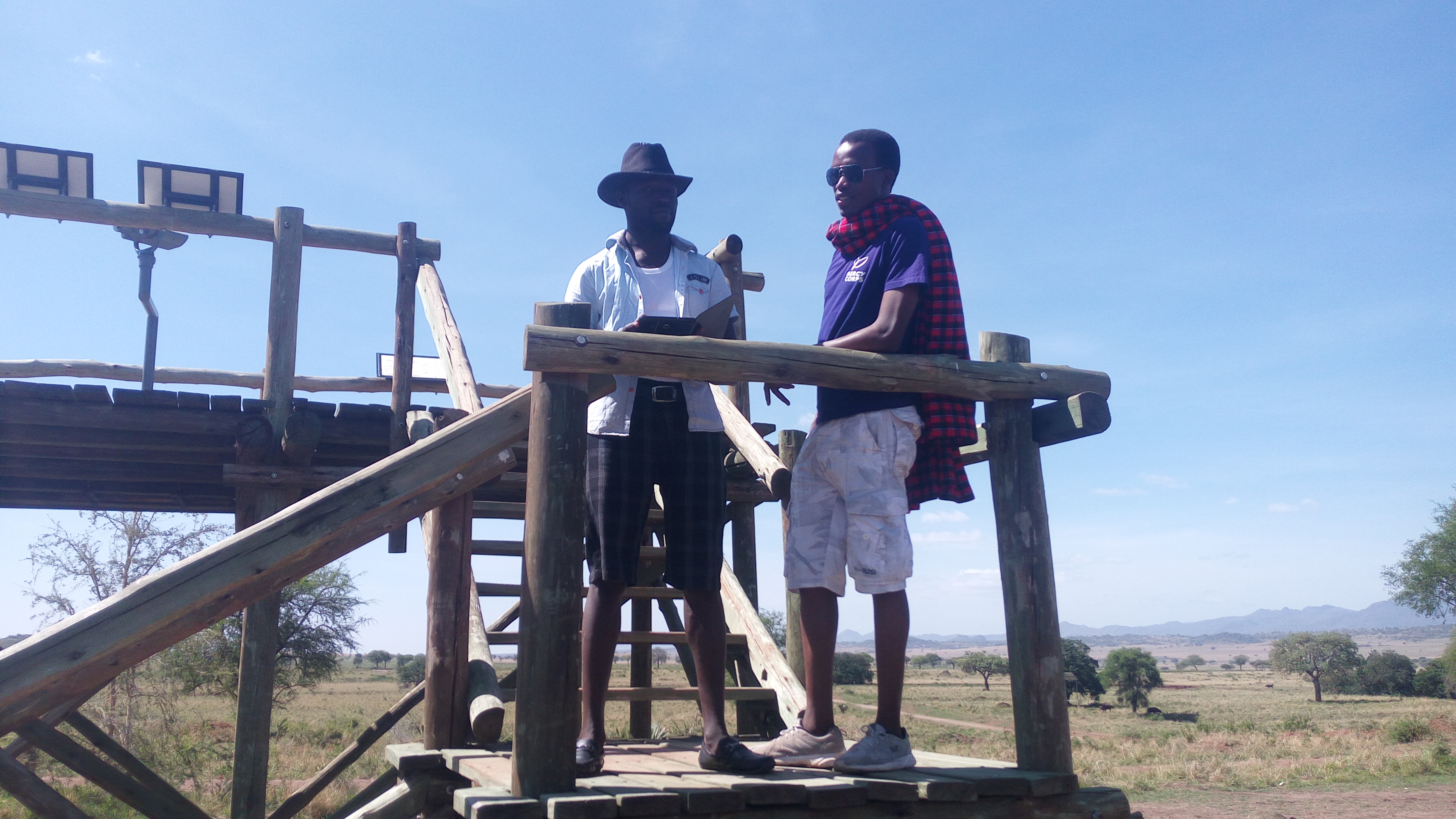
Волонтери Корпусу милосердя

У 1960-х роках долина Кідепо мала стійку популяцію жирафів Ротшильда, яка налічувала понад 400 тварин. До 1992 року браконьєри винищили майже усіх тварин і в парку лишилося усього лише три жирафи, включаючи одну самицю. У 1997 році наглядач Пітер Мьоллер отримав фінансування від Франкфуртського зоологічного товариства для переселення жирафів із кенійського Національного парку озера Накуру. Одна самиця померла в центрі утримання на озері Накуру. Двох самок і одного самця доправили до Кідепо. У Кідепо самця з'їли леви незабаром після того, як його звільнили. Сьогодні популяція жирафів Ротшильда у парку наближається до 100 особин.